# Stepan Chtchipatchev
Stepan Petrovitch Chtchipatchev (en russe : Степан Петрович Щипачёв) est un poète russe né le 26 décembre 1898 (7 janvier 1899 dans le calendrier grégorien) dans le village de Chtchipatchi en Russie et décédé le 1er janvier 1980 à Moscou, RSFSR.

## Biographie
Fils de paysans pauvres du village de Chtchipatchi, près d'Iekaterinbourg dans l'Oural, orphelin de père à quatre ans, il a connu la misère noire.
Après deux ans seulement d'études à l'école paroissiale, Chtchipatchev fait tous les métiers. Mobilisé en 1917, il est entraîné dans l'activité révolutionnaire par les soldats de sa compagnie. Rentré chez lui, il sera enrôlé de force par les blancs de l'amiral Koltchak, réussira à passer du côté de l'Armée rouge et fera partie de la légendaire division Tchapaïev. Ses vers sont alors reproduits en tracts, imprimés dans la presse bolchévique locale.
Membre du parti communiste depuis 1919, Chtchipatchev suit des cours d'officier de cavalerie, puis d'instructeur politique à Moscou.
Il subit l'influence des poètes prolétariens de La Forge, qui, dans les années 1930, sont étiquetés comme décadents car on les considère comme adeptes trop tièdes du réalisme socialiste et qui sont rudement concurrencés par le groupe Octobre qui prétend prendre la tête de la littérature prolétarienne. Il subit aussi l'influence des imaginistes fondés à la fin de 1918 par Sergueï Essenine, et d'autres, qui, par exemple, accordent beaucoup d'importance à la métaphore. Il publie des vers dans les journaux, est le rédacteur en chef de la revue Znamia, tout en poursuivant une carrière militaire.
En 1931-1934, il est auditeur libre de la section littéraire de l'Institut des professeurs rouges. 
Pendant la Grande Guerre patriotique, Chtchipatchev est correspondant aux armées de la Pravda, et de journaux militaires.
Après la guerre, il publie La Maison à Chouchenskoïe poème consacré à Lénine ; Chouchenskoïe est la localité où se trouve la maison du paysan Apollon Zyrianov où vécut Lénine en 1897-1900. Il publie plusieurs recueils qui lui valent le Prix Staline en 1949 et en 1951.
Son livre Vers d'amour en 1949 a connu une grande popularité alors que plusieurs de ses œuvres ont eu un succès plus que limité. On peut citer aussi Un sixième en 1931, Pavlik Morozov en 1950, consacré à Pavel Morozov, À mes compagnons de vie en 1972. Président de la section moscovite de l'Union des écrivains soviétiques, il est déposé en 1963, car on lui reproche d'avoir soutenu trop activement les jeunes.
Mort à Moscou en 1979, Stepan Chtchipatchev est enterré au cimetière de Kountsevo.

## Récompenses
- Médaille pour la victoire sur l'Allemagne
- Médaille pour la Défense de Moscou
- Ordre de l'Étoile rouge (1942, 1945)
- Ordre de l'Amitié des peuples (1974)
- Ordre du Drapeau rouge du Travail (1959, 1979)
- Ordre de Lénine (1967)